# Vittorio Gregotti
Vittorio Gregotti (Novara, 10 agosto 1927 – Milano, 15 marzo 2020) è stato un architetto, urbanista e teorico dell'architettura italiano.

## Biografia

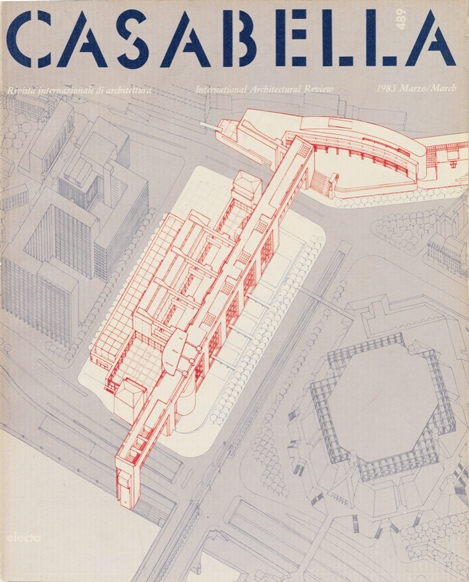
Casabella n. 489 del marzo 1983, a direzione Gregotti

Laureato in architettura al Politecnico di Milano, Gregotti ha insegnato architettura a Venezia, Milano e Palermo, e animato conferenze nelle università di Tokyo, Buenos Aires, San Paolo, Losanna, Harvard, Filadelfia, Princeton e Cambridge, tra le altre.
Svolge la sua prima esperienza lavorativa durante un soggiorno di sei mesi a Parigi nel 1947, presso l'importante studio dei fratelli Gustave, Claude e Auguste Perret, dove lavora per due settimane. Si laurea in Architettura al Politecnico di Milano nel 1952. Poi continua nel lavoro presso lo studio BBPR, considerando Ernesto Nathan Rogers il suo maestro. Nel 1951 firma insieme a Rogers la sua prima sala alla Triennale di Milano per poi sbarcare al CIAM di Londra.
Come Aldo Rossi inizia la sua carriera collaborando con la storica rivista Casabella, diretta da Ernesto Nathan Rogers e di cui diverrà a sua volta direttore a partire dal 1982 fino al 1996. Negli anni '50 partecipa ad un seminario internazionale a Hoddesdon, dove ebbe modo di conoscere Le Corbusier, Ove Arup, Cornelis van Eesteren, Gropius, ma soprattutto il maestro dello stile liberty Henry van de Velde. Dal 1953 al 1968 ha svolto la sua attività in collaborazione con Lodovico Meneghetti e Giotto Stoppino (Architetti Associati).

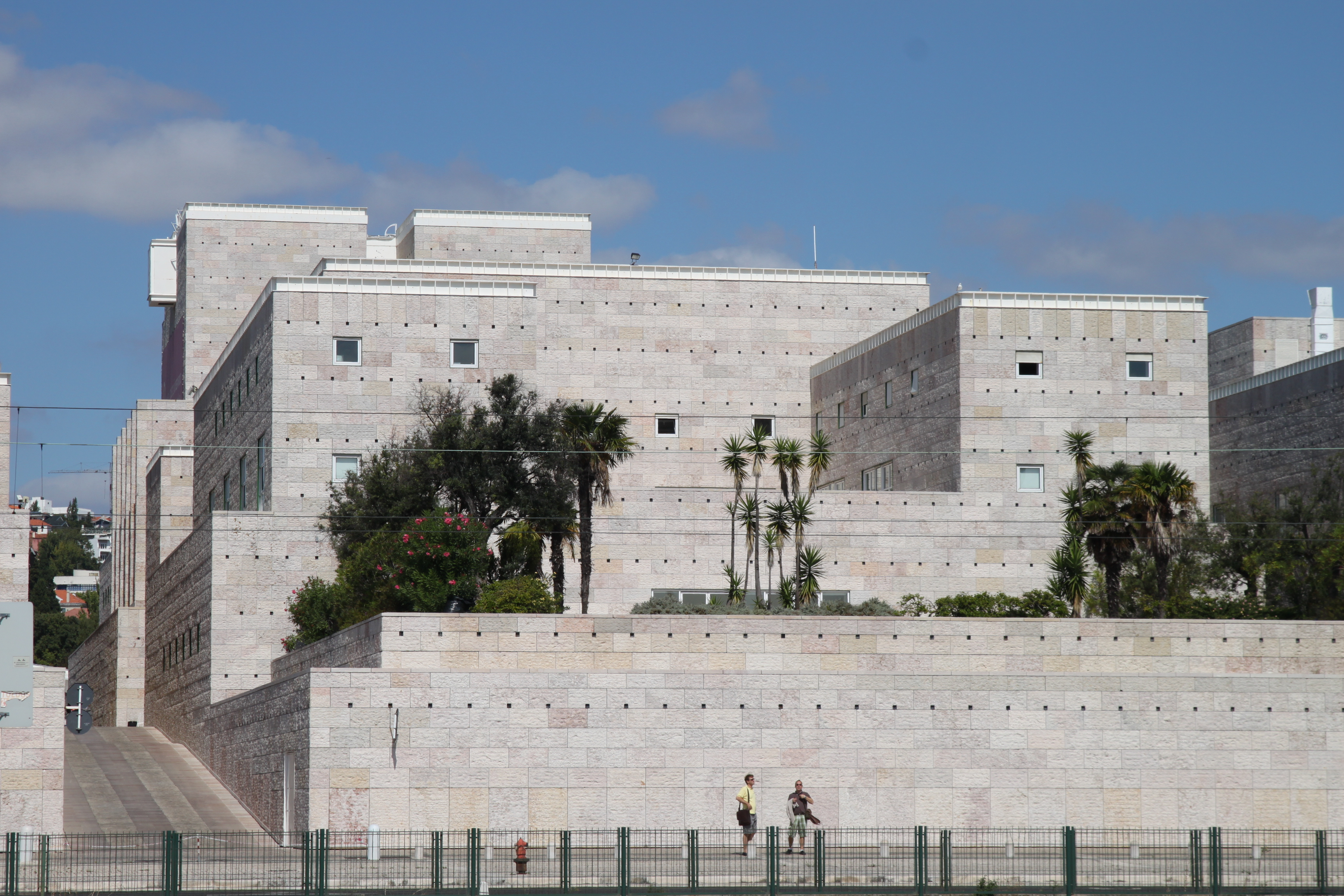
Centro Culturale di Belém, Lisbona, 1988

La sua opera si lega inizialmente a quei movimenti come il Neoliberty di reazione al Movimento moderno ed alla sua interpretazione italiana definita Razionalismo italiano, di questo genere l'esempio più significativo è il palazzo per uffici a Novara del 1960. Giungerà poi, a progettare una megastruttura architettonica per le università di Palermo (1969), di Firenze (1972) e della Calabria (1974).
Gran premio internazionale alla 13ª Triennale di Milano nel 1964, Vittorio Gregotti è stato direttore delle arti visive alla Biennale di Venezia dal 1974 al 1976.
Nel 1974 crea il suo studio professionale "Gregotti Associati International", che da allora ha realizzato opere in una ventina di paesi. Nel 1999, Gregotti Associati International ha fondato la società Global Project Development, specializzata in progettazione e sviluppo architettonico sostenibile per i paesi in boom turistico, con l'obiettivo di rispettare l'ambiente.
Fu ideatore del controverso progetto del quartiere ZEN di Palermo, di cui anni dopo Massimiliano Fuksas proporrà la demolizione. Gregotti ha sempre dato la responsabilità del fallimento del progetto dello ZEN al fatto che non fosse mai stato ultimato a causa di infiltrazioni mafiose nella fase di appalto.

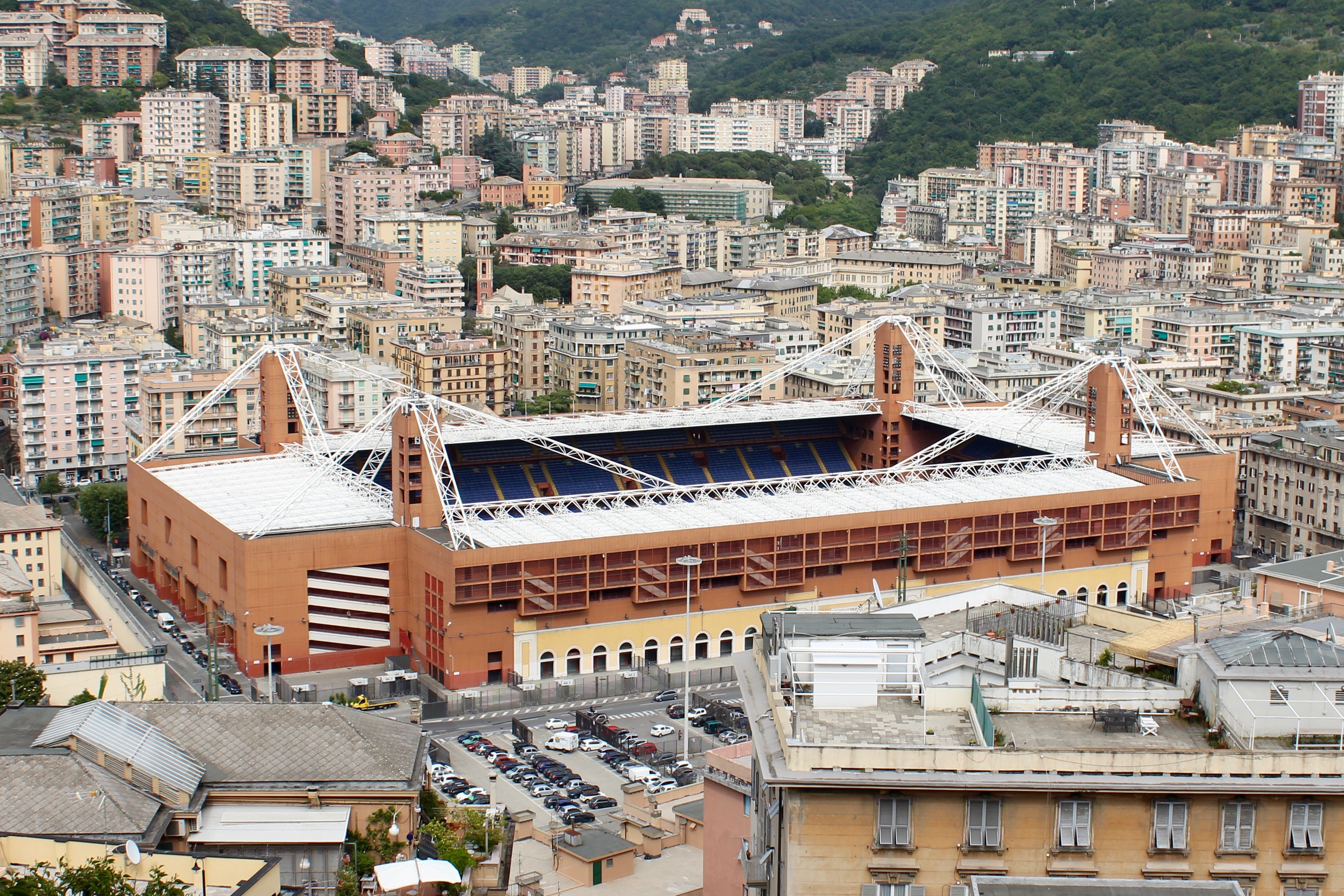
Stadio Luigi Ferraris, Genova, 1990

È morto a 92 anni il 15 marzo 2020 a Milano, a seguito di una polmonite da COVID-19.
Il 2 novembre 2020 il suo nome è stato iscritto nel Famedio di Milano.

## Elementi teorici
Come architetto, Gregotti prese le distanze dalle teorie e dai modelli dominanti, ereditati dal movimento moderno, per trovare ispirazione nelle culture locali e regionali. Nei suoi progetti adotta un approccio volto a metterli in relazione con la storia del luogo e non a un'astrazione che mira alla sua riproducibilità in qualsiasi sito.

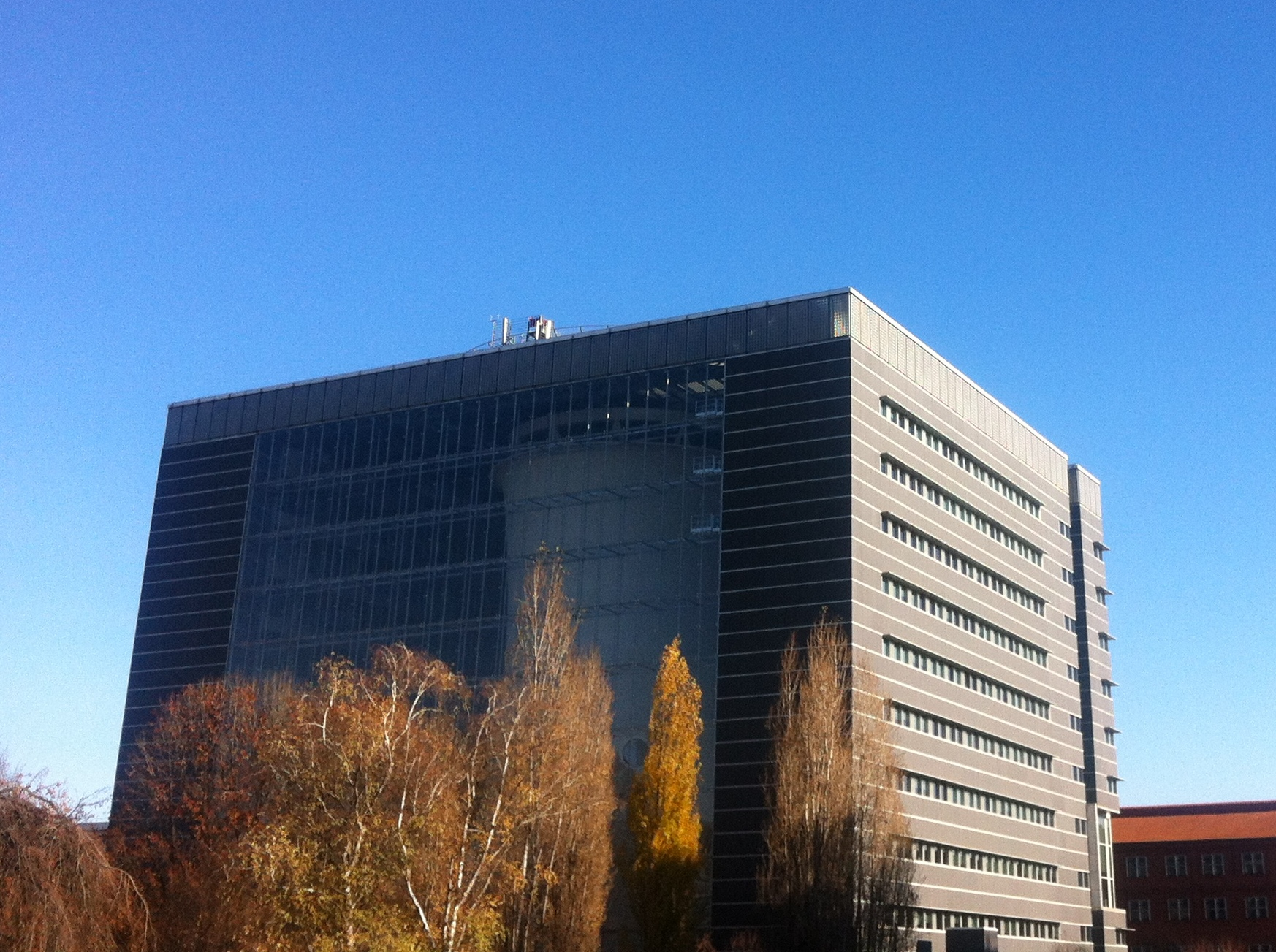
Sede della Pirelli Real Estate nel quartiere Bicocca a Milano, 1999

Gli sono stati attribuiti diversi orientamenti nel suo lavoro. A volte è considerato legato ai nuovi razionalisti italiani, come Giorgio Grassi, riferendosi alle tesi di Jane Jacobs, Robert Venturi e Aldo Rossi, che avevano indotto un riorientamento della creazione architettonica in relazione ai dati del sito, questo già negli anni '60 e '70. L'interesse di questi teorici per la vita urbana e per la pianificazione urbana ha trovato un'eco nei successi dei membri della scuola del Ticino e di Tendenza - nome dato a questo gruppo di architetti storicisti.
I valori ad esso attribuiti si basano su due principi anti-modernisti: da un lato, il rifiuto della tendenza universalizzante del razionalismo modernista e, dall'altro, il potenziamento delle fonti storiche, l'accoglienza delle tradizioni locali nelle logiche dei progetti e costruzione. Questi aspetti sono visibili sia nei progetti della sua agenzia, sia nella sua densa produzione bibliografica.

### Opere principali

#### Il territorio dell'architettura (1966)
È un classico della letteratura del XX secolo sull'architettura. In esso, Gregotti discute alcune delle principali domande nella pratica architettonica: la complessità dei materiali da costruzione in architettura, il suo rapporto con la storia, la genesi del concetto di razionalità e la delimitazione della "tradizione dei moderni", la complessità del concetto di tipologia e geografia come tema centrale che costituisce sia il materiale che il motore delle intenzioni del progetto.
Tenendo conto nelle sue riflessioni delle categorizzazioni tracciate in fenomenologia, strutturalismo e semiologia, Gregotti sviluppa una concezione della pratica architettonica che, dice, non viene praticata "come [da un] trattato, ma piuttosto come un esercizio”, volto a definire “il campo di competenza e l'articolazione esistente tra le discipline del progetto architettonico”.
Manfredo Tafuri (Progetti e architettura, 1982) ha scritto che il tema principale dell'opera è il dialogo tra geografia e segni architettonici, imponendo un cambio di scala implicando una nuova metodologia nella progettazione architettonica, di cui la poetica resta la base.

#### La città visibile (Torino, 1991)
Come scrive lo stesso Gregotti nell'introduzione, "negli ultimi quarant'anni, la trasformazione più significativa derivante dalla critica positiva della modernità nell'architettura è stata il riconoscimento dell'importanza di tener conto del contesto - storico e geografico - nonché di specifici elementi significativi del sito. Il moderno progetto architettonico diventa quindi consapevole della sua stessa natura, un dialogo tra l'esistente e le modifiche che farà. " Questo libro cerca quindi risposte ai problemi posti dal progetto urbano e più in generale dalle trasformazioni che ha subito l'attuale contesto fisico. Tali riflessioni non sono esclusivamente teoriche e sono supportate da esempi di progetti architettonici che riflettono i diversi modi di costruire una nuova città "a partire dalla città stessa e dalla sua storia". Gregotti è guidato dalla convinzione che è sempre possibile "per la cultura della pianificazione urbana e territoriale proporre un nuovo stato di equilibrio", basato sul "riordino e chiarezza, che sono gli strumenti più importanti dell'architettura ".

## Progetti
- 1960 Palazzo per uffici in via San Gaudenzio 17, Novara[6]
- 1969 Quartiere per 20 000 abitanti (ZEN), Palermo
- 1969 Dipartimento di Scienze dell'Università di Palermo
- 1973 Campus Università della Calabria, Rende (CS)
- 1974 Fondazione Feltrinelli, Milano
- 1976 Piano edilizia economica popolare, Cefalù (PA)
- 1977 Boutique Missoni, Milano
- 1978 Piano centri ricerche ENEA, Portici (NA)
- 1980 Uffici industria Bossi, Cameri (NO)
- 1981 Quartiere per abitazioni a Cannaregio, Venezia
- 1982 Centro ricerche ENEA 1, Portici
- 1983 Ampliamento filatura Bossi, Cameri
- 1983 Piano particolareggiato zona Corassori, Modena
- 1984 Installazioni sportive olimpiche, Barcellona
- 1984 Parco archeologico ai Fori Imperiali, Roma
- 1984 Mostra di Arnaldo Pomodoro al Forte di Belvedere, Firenze
- 1984 Sistemazione area Cadorna, Milano
- 1984 Appartamento a Manhattan, New York
- 1984 Residenze a corte in Lützowstraße, Berlino-Tiergarten (per l'esposizione IBA 84)
- 1984 Piano Regolatore Generale,(Costruzione periferie e Istituto d’Arte “Piero Della Francesca” ) Arezzo
- 1984 Piazza Vittorio Emanuele III ed edifici storici, Menfi (AG)
- 1984 Quartiere fieristico (Fiera di Ferrara), Ferrara
- 1985 Trasformazione area Pirelli Bicocca, Milano
- 1985 Centro ricerche ENEA alla Casaccia, Roma
- 1986 Stadio delle Costières, Nîmes
- 1986 Stadio olimpico, Barcellona
- 1987 Mostra "L'idea Ferrari" al Forte di Belvedere, Firenze
- 1987 Sede della Regione Marche, Ancona
- 1987 Sede Azienda Municipalizzata, Parma
- 1987 Trasformazione area industriale ex SAE, Lecco
- 1987 Galleria d'Arte Moderna e Contemporanea Accademia Carrara, Bergamo
- 1987 Ospedale Unico del Valdarno, San Giovanni Valdarno (AR)
- 1987 Palazzetto dello sport - Palababele, Cantù (CO)
- 1988 Centrale per teleriscaldamento, Genova
- 1988 Nave da crociera "Costa Classica"
- 1988 Centro Culturale a Bélem, Lisbona
- 1988 Centro urbano Piazzale Kennedy, La Spezia
- 1988 Ristrutturazione sede del "Corriere della Sera", Milano
- 1989 Centrale policombustibile off-shore
- 1989 Palazzetto dello sport, Nîmes
- 1989 Centrale sperimentale AEM alla Bicocca, Milano
- 1989 Padiglione per fiere ed esposizioni, Nîmes
- 1989 Trasformazione area ex-zuccherificio, Cesena
- 1990 Stadio Luigi Ferraris, Genova
- 1990 Ristrutturazione area portuale centro storico, Venezia
- 1990 Opération Sextius-Mirabeau, Aix-en-Provence
- 1991 Workshop Praga'91, Praga
- 1991 Risistemazione Potsdamer Platz e Leipziger Platz, Berlino
- 1991 Salle des Etats e ala Denon al Louvre, Parigi
- 1991 Place de l'Etoile, Strasburgo
- 1991 Impianto di trattamento rifiuti Cà del Bue, Verona
- 1991 Sede CNR alla Bicocca, Milano
- 1991 Nave da crociera "Costa Romantica"
- 1991 Chiesa ed edifici parrocchiali a Baruccana di Seveso (MB)
- 1992 Una nuova città sul Mar Nero, Ucraina
- 1992 Residenza e uffici nell'area ex SAE, Lecco
- 1992 Piano Regolatore Generale, Livorno
- 1993 Tre torri a Donau City, Vienna
- 1993 Residenze via Emanueli alla Bicocca, Milano
- 1993 Piano Parco tecnologico e scientifico Polaris, Pula (CA)
- 1993 Edilizia convenzionata area ex SAE, Lecco
- 1993 Edifici residenziali a Spandau, Berlino
- 1993 Centro COOP ex Zuccherificio, Cesena
- 1994 Restauro e ampliamento South Bank Centre, Londra
- 1994 Torre per uffici sul Goerdelerring, Lipsia
- 1994 Nave da crociera "Costa Victoria"
- 1994 Dipartimenti umanistici alla Bicocca, Milano
- 1994 Residenze via Sesto San Giovanni alla Bicocca, Milano
- 1994 Torre per il terziario alla Bicocca, Milano
- 1994 Dipartimenti scientifici alla Bicocca, Milano
- 1994 Centro ricerche Pirelli alla Bicocca, Milano
- 1994 Residenze "Esplanade P" alla Bicocca, Milano
- 1994 Residenze "Esplanade O" alla Bicocca, Milano
- 1994 Sede Gruppo Siemens alla Bicocca, Milano
- 1995 Residenza studentesca sul Péripherique, Montreuil
- 1995 Magazzini Decathlon sul Péripherique, Montreuil
- 1995 Piano Regolatore Generale, Pavia
- 1995 Residenze economiche area ex Zuccherificio, Cesena
- 1995 Acquario, Livorno
- 1996 Piano Regolatore Generale, Gorizia
- 1996 Parco tecnologico e scientifico Polaris, Pula
- 1996 Parcheggi e verde pubblico area ex Zuccherificio, Cesena
- 1997 Centro ricerche ENEA 2, Portici
- 1997 Centro affari, Abidjan
- 1997 Casa per anziani area ex Zuccherificio, Cesena
- 1997 Teatro degli Arcimboldi alla Bicocca, Milano
- 1997 Centro Commerciale e residenze area ex SAE, Lecco
- 1997 Centro direzionale area ex Zuccherificio, Cesena
- 1997 Sede della Protezione Civile, Napoli
- 1997 National Grand Theater, Pechino
- 1998 Piano Regolatore Portuale di Savona-Vado, Savona
- 1998 Residenza privata area ex Zuccherificio, Cesena
- 1998 Trasformazione area Cecchetti, Civitanova Marche
- 1998 Sede della Banca Lombarda, Brescia
- 1999 Salle des Etats al Louvre, Parigi
- 1999 Residenza studentesca alla Bicocca, Milano
- 1999 Sede Pirelli RE alla Bicocca, Milano
- 1999 Albergo-Residence area ex Zuccherificio, Cesena
- 1999 Stadio di calcio e atletica, Marrakech
- 1999 Stadio di calcio e atletica, Agadir
- 2000 Municipio e nuovo centro urbano, Nizza
- 2000 Torre in viale Innovazione alla Bicocca, Milano
- 2000 Torre in via Pirelli alla Bicocca
- 2000 Uffici Air France sul Périphérique, Montreuil
- 2001 Nuova città di Jiangwan per 100 000 abitanti, Shanghai
- 2001 Nuova sezione Museo Accademia Carrara, Bergamo
- 2002 Nuovo museo archeologico, Patrasso (Grecia)
- 2002 Ampliamento del Museo dell'Opera di S. Maria del Fiore, Firenze
- 2002 Complesso amministrativo del comune, Mosca
- 2002 Nuovo quartiere residenziale nell'area di Pujiang, Shanghai
- 2002 Piano di recupero dell'area di Wai Tan Yuan, Shanghai
- 2002 Promotion Center di Pujiang, Shanghai
- 2002 Centro commerciale "Lungo Savio", Cesena
- 2002 Nuova centralità Acilia-Madonnetta, Roma
- 2003 Teatro dell'opera, Aix-en-Provence
- 2003 Bund Central Business District, Shanghai
- 2008 Chiesa di san Massimiliano Kolbe, Bergamo
- 2012 Ristrutturazione e trasformazione da ex fabbrica a teatro del Teatro Fonderia Leopolda, Follonica

## Scritti

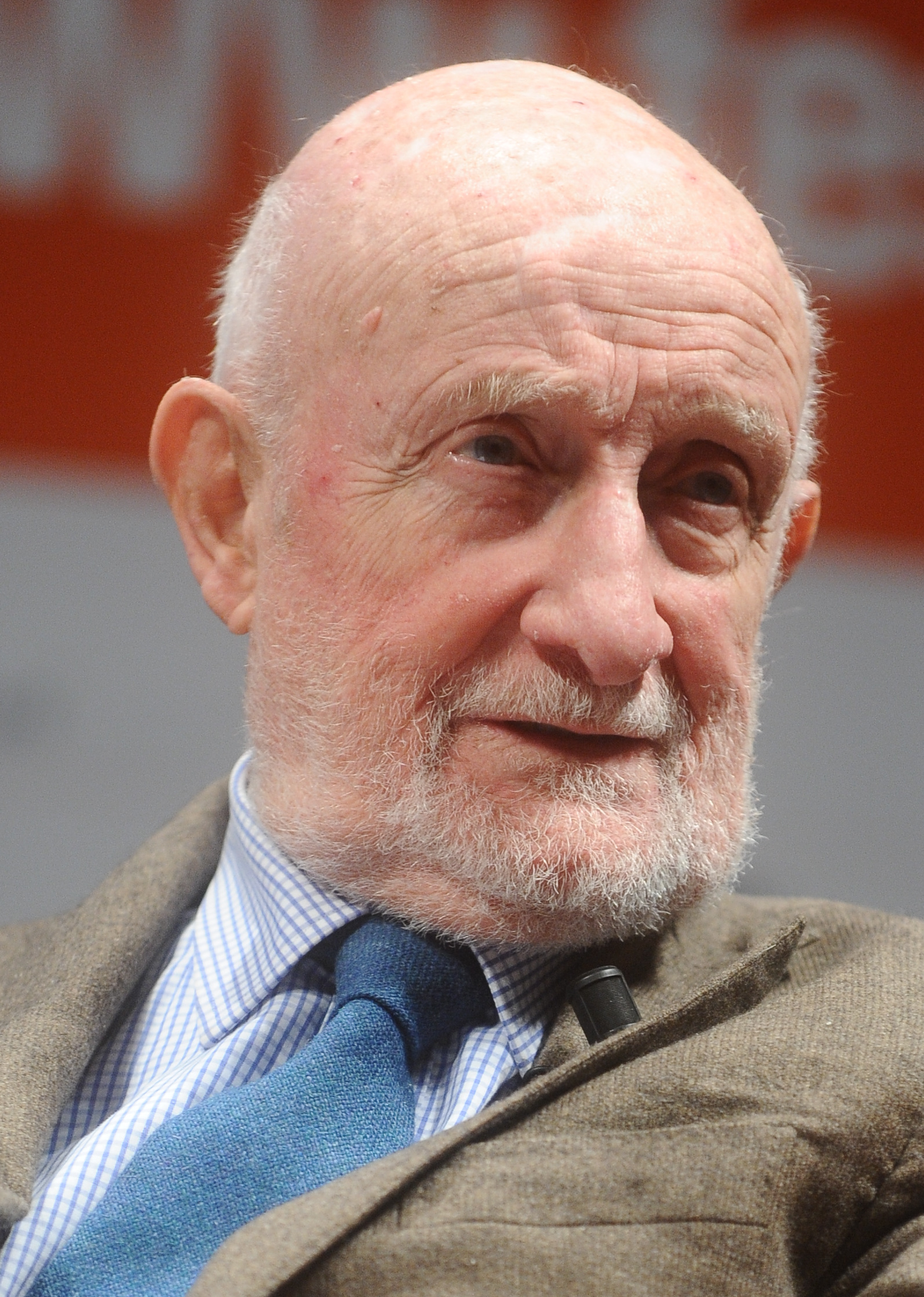
Vittorio Gregotti al Festival dell'Economia di Trento nel 2016

- Quando il moderno non era uno stile, Archinto, 2018
- (presentazione di) Noi sogniamo il silenzio, Roma, Edizioni di Comunità, 2015
- Contro la fine dell'architettura, G. Einaudi editore 2008
- Autobiografia del XX secolo, Ginevra-Milano, Skira, 2005;
- L'architettura del realismo critico, Bari, Laterza, 2004;
- Sulle orme di Palladio. Ragioni e pratica dell'architettura, Bari, Laterza, 2003;
- Architettura, tecnica, finalità, Bari, Laterza, 2002;
- Diciassette lettere sull'architettura, Bari, Laterza, 2001, 2a ed;
- Sulle orme di Palladio. Ragioni e pratica dell'architettura, Bari, Laterza, 2000;
- Identità e crisi dell'architettura europea, Torino, Einaudi, 1999;
- Recinto di fabbrica, Torino, Bollati Boringhieri, 1996;
- Le scarpe di Van Gogh. Modificazioni nell'architettura, Torino, Einaudi, 1994;
- Il territorio dell'architettura, Feltrinelli, 1993, 4ª ed.;
- Città visibile, Einaudi, 1993;
- Dentro l'architettura, Torino, Bollati Boringhieri, 1991;
- Cinque dialoghi necessari, Milano, Electa, 1990;
- Il disegno del prodotto industriale. Italia [1860-1980], Milano, Electa Mondadori, 1986;
- Questioni di architettura. Editoriali di Casabella, Torino, Einaudi, 1986;
- Quattordici lettere a proposito della P, Bompiani;
- con Valerio Castronovo, Rossana Bossaglia, Cento anni di industria, Milano, Electa Mondadori.
- Il territorio dell'architettura, Feltrinelli, Milano, 1966
- L'ultimo hutong, lavorare in architettura nella nuova Cina, Skira, Milano, 2009